# FC Marlow
Der FC Marlow (offiziell: Marlow Football Club) – auch bekannt als The Blues – ist ein englischer Fußballverein aus der in der Grafschaft Buckinghamshire gelegenen Kleinstadt Marlow. Er wurde im November 1870 gegründet, spielt aktuell in der Premier Division South der Southern League und damit in einer von vier siebtklassigen englischen Fußballligen. Die Heimspiele werden im Alfred Davis Memorial Ground ausgetragen. Der FC Marlow ist der einzige Verein, der sich für alle Spielzeiten des englischen Pokalwettbewerbs FA Cup angemeldet hat.

## Geschichte
Der FC Marlow wurde am 22. November 1870 im Compleat Angler von Fußballbegeisterten in der westlich von London liegenden Kleinstadt Marlow gegründet. Als nur wenig später der nationale englische Pokalwettbewerb FA Cup in die erste Spielzeit 1871/72 ging, zählte auch der FC Marlow zu der noch überschaubaren Anzahl von Teilnehmern; er scheiterte aber direkt in der ersten Runde mit einer 0:2-Niederlage am FC Maidenhead. Zu den frühen Spielern gehörte Cuthbert Ottaway, der später im Jahr 1872 Kapitän der englischen Nationalmannschaft war, die gegen Schottland das erste offizielle Fußball-Länderspiel bestritt. Größter Erfolg der Marlow-Mannschaft war (und ist es bei heute) das Erreichen des FA-Cup-Halbfinals in der Saison 1881/82, das dann gegen den späteren Titelträger Old Etonians mit 0:5 Toren verloren ging. Während der erfolgreichen Zeit in den 1890er-Jahren war der Verein auch als „Great Marlow“ bekannt.
Im Schatten des sich nun etablierenden Ligasystems des Profifußballs verblieb der FC Marlow dem Amateurstatus verhaftet und schloss sich im Jahr 1908 der Western Section der Spartan League an. Im Verlauf der Saison 1910/11 zog der Klub seiner Teilnahme dort wieder zurück und meldete für die Spielzeit 1911/12 bei der Great Western Suburban League. Dort rangierte das Team dann zumeist in der unteren Tabellenhälfte und war zum Ende der Spielzeiten 1912/12 und 1922/23 sogar Schlusslicht. Im Jahr 1924 schied der FC Marlow aus der Liga aus und fiel in die regionale Reading & District League ab. Nach dem Umzug 1928 in die neue Spielstätte Alfred Davis Memorial Ground zog es den Klub erneut in die Spartan League, nunmehr in die dort dritthöchste Division Two West. Hier konnte der Klub als Meister der Saison 1929/30 in die Division One und vor dort als erneut Tabellenerster der Saison 1937/38 in die Premier Division aufsteigen. Während des Zweiten Weltkriegs nahm der FC Marlow an der Great Western Combination teil. Nach dem Ende der Kampfhandlungen wurde zur Saison 1945/46 der Klub in die Western Division der Spartan League eingruppiert, konnte sich von dort aber nicht für einen erneuten Platz in der Premier Division für die folgende offizielle Spielzeit 1946/47 qualifizieren.
Im Jahr 1951 gelang Marlow dann doch der Sprung zurück in die Premier Division der Spartan League, von wo sie 1965 in die Division Two der Athenian League wechselten. Als Dritter der Sason 1970/71 stieg Marlow in die Division One auf und nach der Auflösung der Athenian League im Jahr 1984 schloss sich der Verein der Division Two North der Isthmian League an. Für die folgende Saison 1985/86 wechselte der Verein in die parallele Division Two South und mit dem Gewinn der Vizemeisterschaft in der Spielzeit 1986/87 wurde der Aufstieg in die Division One sichergestellt. Nur ein Jahr später gelang als Meister der Durchmarsch in die Premier Division, womit eine erfolgreiche Zeit eingeleitet wurde. Erstmalig seit 1892 qualifizierte sich der FC Marlow in der Saison 1991/92 für die erste Hauptrunde des FA Cups, wenngleich die Mannschaft deutlich mit 0:6 gegen West Bromwich Albion verlor. In der anschließenden Spielzeit 1992/93 zog die Mannschaft nach Siegen gegen Salisbury City FC und VS Rugby sogar bis in die dritte Hauptrunde vor. Dort wurde ein Heimspiel gegen Tottenham Hotspur ausgelost, wobei die Spielstätte an die White Hart Lane verlegt wurde und die Partie gewannen die „Spurs“ mit 5:1. Zwei Jahre später konnte ein erneuter Drittrundeneinzug verzeichnet werden (nach einem Erstrundenerfolg gegen Oxford United), in der man sich mit 0:2 Swindon Town geschlagen geben musste. Im Ligabetrieb verblieb Marlow bis zum Abstieg 1995 in der Premier Division und zwei Jahre später folgte ein weiterer Fall von der Division One in die Division Two.
Nächster Meilenstein war im Jahr 2004 der Wechsel in die Division One West der Southern League, von wo es zwei weitere Jahre später in die Division One Central ging. Als Tabellenschlusslicht der Saison 2011/12 stieg Marlow in die Premier Division der Hellenic League ab. Dieses Malheur konnte jedoch auf Anhieb korrigiert werden und als Meister der Hellenic League Premier Division gelang 2013 die direkte Rückkehr in die Division One Central der Southern League. Im Jahr 2018 wechselte der FC Marlow in die South Central Division der Isthmian League, von wo er nach Ablauf der Saison 2023/24 über die Play-offs in die Premier Division South der Southern League aufstieg – eine von vier siebtklassigen englischen Fußballligen.

## Spielstätten

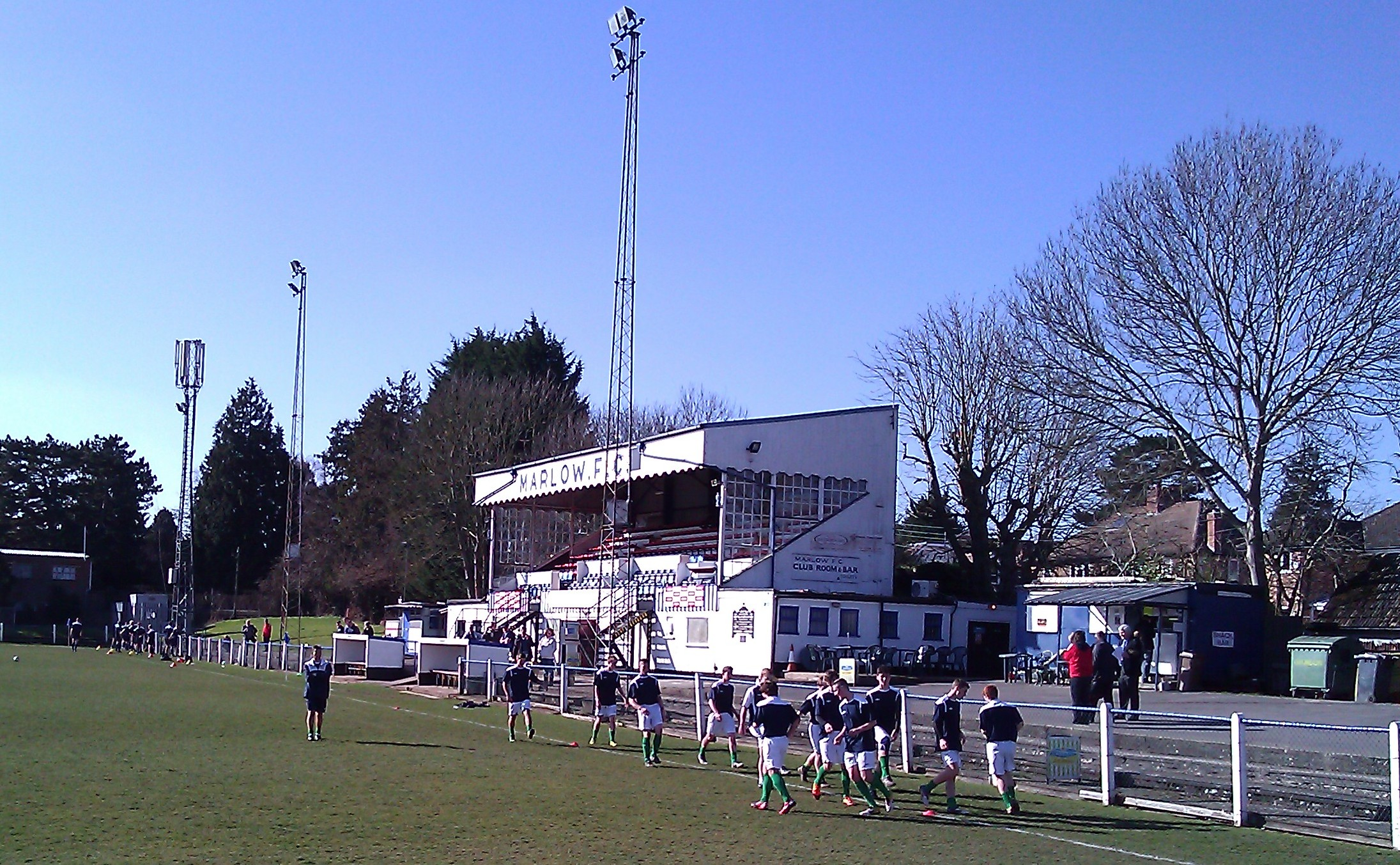
Die Haupttribüne des Alfred Davis Memorial Ground.

Der FC Marlow spielte bis 1898 in Aldermeadow und zog dann nach Crown Meadow um, das heute als Riley Recreational Ground bekannt ist. Im Jahr 1919 folgte der Umzug nach Star Meadow und da dort die Spielstätte nicht umschlossen war, musste der Verein in die Reading & District League abrutschen. Im Jahr 1928 folgte der erneute Umzug, nunmehr in den Alfred Davis Memorial Ground, der nach dem langjährigen Vereinssekretär benannt ist, der im Jahr 1924 verstorben war. Die Ausstattung von vier Tribünen auf allen Seiten des Spielfelds wurde erst im Jahr 1985 fertiggestellt.